# Bagauli
Bagauli (nep. बगौली) – gaun wikas samiti w zachodniej części Nepalu w strefie Lumbini w dystrykcie Rupandehi. Według nepalskiego spisu powszechnego z 2001 roku liczył on 1193 gospodarstw domowych i 8404 mieszkańców (3956 kobiet i 4448 mężczyzn).